# John Waterhouse
John Fereday Preston Waterhouse (Bilston, West Midlands, 28 d'octubre, 1877 - 22 de maig de 1970) va ser un violinista, director d'orquestra i pedagog musical canadenc.

## Biografia
John Waterhouse es va educar a la Royal Academy of Music (RAM) on va ser alumne d'Émile Sauret (violí), Ebenezer Prout (contrapunt) i Steward Macpherson (harmonia). Més tard va ser nomenat "Fellow of the RAM" el 1947. Va començar la seva carrera a Anglaterra treballant com a concertista de violinista, intèrpret d'orquestra i director. Durant aquest temps es va casar amb la seva dona Cecilia, que era una pianista que havia estat formada per una alumne de Clara Schumann. El seu fill William Waterhouse també es va convertir en un notable violinista i pedagog.
Al voltant de l'any 1910, Waterhouse va marxar d'Anglaterra cap als Estats Units per unir-se a l'Orquestra Simfònica de Minneapolis. Va deixar aquest càrrec el 1914 per traslladar-se a Winnipeg, Manitoba, Canadà. Va viure a Winnipeg la resta de la seva vida, passant més de cinc dècades ensenyant i actuant a aquella ciutat. Va ser l'encarregat d'introduir a la ciutat obres de diversos compositors anglesos. De 1923 a 1927 va dirigir el "Winnipeg Orchestral Club" i de 1934 a 1936 va dirigir la "Winnipeg String Orchestra". Va ser nomenat membre honorari de la "Manitoba Music Educators Association", la "Manitoba Registered Music Teachers' Association" i el "Winnipeg Men's Music Club". El 1965 se li va concedir un doctorat honoris causa per la Universitat de Manitoba, i el 1967 la Federació Canadenca d'Associacions de Professors de Música l'honorà a ell i a cinc destinataris més amb una citació del centenari. Els seus estudiants notables van incloure Lloyd Blackman, George Bornoff, Frederick Grinke, Hugo Rignold, Gwen Thompson i el seu fill William.